# 拔略氏
历史上鲜卑族姓氏，居於代北地區，後來北魏魏孝文帝遷都洛陽，實行孝文漢化，由代郡北南遷於河南地區的拔略氏逐漸改姓苏。著名人物有北魏的都督拨略昶。

## 延伸阅读
[在维基数据编辑]
 《欽定古今圖書集成·明倫彙編·氏族典·拔略姓部》，出自陈梦雷《古今圖書集成》